# Monti dello Jazgulem
I monti dello Jazgulem (in russo Язгулемский хребет, Iazgulemskij Chrebet) sono una catena montuosa situata nella provincia autonoma del Gorno-Badachšan, in Tagikistan, nella parte occidentale del Pamir.
Formano lo spartiacque tra i fiumi Jazgulem a nord e Bartang a sud e si estendono per una lunghezza di 170 km. La loro altitudine media è compresa tra 4500 e 6000 m. Il punto più alto è il Qullai Istiqlol (Picco dell'Indipendenza; già Picco della Rivoluzione e Dreispitz), alto 6940 m (secondo altre fonti 6974). 
Un'altra cima elevata di questa catena è il Picco Fikker (6718 m), a nord del quale si estende il ghiacciaio Fedčenko. Nella parte centrale della catena montuosa si trova il Qullai Vudor (6132 metri). I ghiacciai dei monti dello Jazgulem ricoprono complessivamente una superficie di circa 630 km².

## Cime principali
- Qullai Istiqlol (Picco dell'Indipendenza), 6974 m
- Picco 26 Bakinskič Komissarov («Commissari di Baku»), 6834 m
- Picco Fikker, 6718 m
- Picco Parižskaja Kommuna («Comune di Parigi»), 6354 m
- Vyssokaja Stena («Muro Alto»), 6301 m
- Qullai Vudor, 6132 m
- Picco Chafraz, 6128 m